# Опунција
Опунција (Opuntia ficus-indica) је грмолики, разгранати кактус, пореклом из Мексика, али се често може видети као одомаћена, самоникла врста дуж јадранске обале. У континенталним подручјима гаји се често као собна биљка. Има сочне и укусне, јестиве плодове који се називају још и индијске смокве.
Латинско име рода Opuntia потиче од имена античког грчког града Опуса (спомиње га Хомер у Илијади и Пиндар у својим певањима). Код Плинија је назив можда за једну врсту смокве. Име врсте ficus-indica сложеница је од грчких речи ficus (смоква) и indica (индијски).

## Распрострањеност
Опунција води порекло из Мексика, одакле је у 16. веку пренет у Европу. Одомаћио се на Медитерану, где често подивља из културе, па се самоникло среће уз морску обалу. Данас је раширен у умереном и тропском појасу широм света. У хладнијим климатским зонама гаји се као собна врста.

## Опис врсте
Опунција је грмолики кактус, висине 1−3 m. Стабло је густо разгранато, а огранци су елиптични, пљоснати и меснати. Могу бити дуги и до 50 cm. Обрасли су ситним бодљама које расту у чуперцима на свим деловима биљке. Цветови су двополни, жути, пречника 6−7 цм, са многобројним латицама. Развијају се уз горњи руб огранка. Цветају од јуна до септембра. Опрашују их инсекти.
Плодови се, у ботаничком смислу, убрајају у бобице. Сочни су и крупни, величине јајета. Могу бити црвене, жуте или љубичасте боје, а као и цела биљка, обрасли су чуперцима бодљи. У плоду има мало семена, или их нема уопште. Јестиви су.
- Чланци стабла са трњем
- Нови избојак
- Цветови
- Плодови

## Услови станишта
Опунција захтева веома добро дренирано земљиште, најбоље песковито, благо киселе до неутралне реакције (pH 6−7,5). Током зиме захтева суво земљиште, док јој током вегетационог периода прија умерено влажно. Захтева доста топлоте и сунчеве светлости, па јој највише одговарају јужне експозиције, заштићене од хладних зимских ветрова и киша. Не може расти у хладовини. Отпоран је на посолицу, али избегава положаје изложене јакој бури. На Медитерану расте на стенама и литицама.
Опунција се размножава семеном и ресницама од сочних, зелених огранака. Сматра се инвазивном врстом због свог лаког размножавања. Отпорна је врста и смањује биоразноликост других биљних врста уз обалу.

## Употреба
У многим подручјима са топлом и умереном климом опунција се узгаја због својих сочних, слатких и укусних плодова. Ови плодови још се називају и индијске смокве. Добри су за јело сирови, али се од њих могу спремати и џемови и мармеладе. У неким земљама припремају се и цветови, као укусно барено поврће. Најновијим научним истраживањима утврђено је да су плодови опунције обилују високим садржајем витамина Ц, а богати су и витаминима Б1 и Б2 и провитамином А. Имају знатну количину пигмената и полифенола, а такође су и важан извор прехрамбених елемената као што су дијетална влакна, аминокиселине и минерали. Кактусов плод, због свог нутритивног садржаја, односно ниског садржаја масти и угљених хидрата, а високог садржаја воде и дијетних влакана спада у нискокалоричне плодове.
При брању и конзумирању плодова треба пазити на ситне бодље на кори, које се могу забити у прсте и уста. Зато их је најбоље брати у рукавицама, а плод пререзати уздужно и из њега извадити сочни, меснати део. Прекомерно конзумирање плодова опунције може изазвати дијареју.
Цвет и стабло опунције делују као антиспазмолитик и диуретик, па су се као такви користили у народној медицини. Осим тога стабљике су везиване око повређених екстремитета као мера прве помоћи. Цветови су се користили за смањење крварења и проблеме гастро-интестиналног тракта, посебно дијареју, колитис и синдром нервозних црева, као и у лечењу увећане простате.
У савременој медицини прва истраживања опунције започела су испитивањем састава стабљике, а затим и плодова у погледу диуретских ефеката. Прве студије су показале диуретска и антиоксидативна својства која су уско везана за конзумацију свјежег плода. Позитивни резултати доказали су веома значајан нутриционистички бенефит плода опунције. Сва откривена и доказана својства указују на велику могућност примене овог плода код диуретских болести, антиоксидативне заштите организма, као и у очувању нормалне телесне тежине.
Из стабљика опунције добија се једна врста гуме, која се користи за жвакање, или помешана са уљем, за израду свећа. Сок од куваних огранака је врло лепљив и додаје се гипсу, кречу и другим сличним материјалима како би боље приањали за зидове. Од семена се добија биљно уље, које је ретко на тржишту због високе цене, а користи се у козметици.

## Занимљивости
- Опунција се, због укусних плодова, уведена у културу још у предколумбовској Америци. Још у то доба био је познат велики број вештачки узгојених култивара.[4]
- Ова изузетна биљка налази се на актуелном, као и на свим ранијим грбовима Мексика.[8]